# Симеон II
Симеон II Борисов Саксен-Кобург-Готський (болг. Симеон Борисов Сакскобургготски, нім. Simeon von Sachsen-Coburg und Gotha; нар. 16 червня 1937, Софія) — болгарський монарх і політик. Цар Болгарії (царював у 1943—1946 роках під ім'ям Симеона II), 62-й прем'єр-міністр Болгарії (із 24 липня 2001 року по 17 серпня 2005 року), до 2009 року був головою та лідером партії Національний рух «Симеон Другий». Останній монарх, який носив титул ''цар'', а також останній слов'янський монарх. Після смерті останнього короля Греції Костянтина II 10 січня 2023 року залишився останнім живим православним монархом, який царював будь-коли й будь-де.

## Дитинство і царювання
Симеон II народився 16 червня 1937 в Софії. Він був єдиним сином і спадкоємцем царя Бориса III та цариці Йоанни, дочки італійського короля Віктора Емануїла III. Його походження по батьківській лінії пов'язане з саксонською династією Саксен-Кобург-Готські, які на сьогодні є династією, що править у Великій Британії та Бельгії. По материнській лінії — з італійською королівською династією савойських та чорногорською династією Петровичів. Його хрещеним батьком був генерал Данаїл Николаєв.
Він став царем 28 серпня 1943 року після смерті його батька, який щойно повернувся до Болгарії після зустрічі з Адольфом Гітлером. Оскільки Симеону було всього шість років, коли він зійшов на трон, були призначені регенти: його дядько князь Кирило Преславський, прем'єр-міністр Богдан Филов, і генерал-лейтенант Никола Михов. Вони перебували у складі Регентської ради у 1943—1944 роках.
У 1944 році, внаслідок поразки Болгарії на фронті, стався комуністичний переворот, який змінив і склад Регентської ради: тепер до нього входили Тодор Павлов, Венелин Ганєв і Цвятко Бобошевський, які були регентами до 1946 р.
Три перші регенти, більшість міністрів останніх трьох урядів, депутатів, генералів болгарської армії, впливових журналістів та представників вищого і середнього класу в управлінні під час війни були страчені після засудження так званого «Народного суду» в лютому 1945 року («Кривавий четвер»). Королівська родина жила в палаці «Врана» під домашнім арештом. Страти членів вищого і середнього класу Болгарії продовжувались у середині 1950-х, тисячі людей зникали безвісти.
15 вересня 1946 р. в Болгарії, в присутності Союзної Контрольної Комісії та частин Радянської Армії, був проведений референдум. Союзна Контрольна Комісія складалася з представників армій СРСР, США і Великої Британії, її очолював радянський генерал Бірюзов. За результатами голосування, проведеного в умовах іноземної окупації, понад 95 % виборців підтримали республіку. Були підозри, що результати були сфальсифіковані, але вони визнані Союзною контрольної комісією як дійсні і їх визнали керівні органи союзних держав-переможниць у Другій світовій війні.
16 вересня 1946 королівська сім'я (Королева Йованна, Симеон II і його сестра Марія Луїза) була вигнана з країни — так Симеон II залишив Болгарію, при цьому ніколи не відрікався від престолу. Часто вважають, що референдум був неконституційним і незаконним, оскільки він не був проведений відповідно до Тирновської Конституції, яка не передбачає зміну форми правління.
Пропозиції щодо нового референдуму з питання форми правління, монархії чи республіки, були відкинуті під час Великих Національних Зборів у 1990 році, незважаючи на початкову згоду тодішнього лідера Соціалістичної партії Олександра Лілова. Монархічні партії в Болгарії не отримують широку суспільну підтримку з 1989 року.

## В еміграції
Після референдуму королівська сім'я вирушила до Єгипту, де жив у вигнанні батько королеви Йоанни — італійський король Віктор Еммануїл III. Симеон II закінчив британський коледж «Вікторія» в Олександрії. У 1951 році він оселився в Іспанії, де він жив до 2001 року. У Мадриді Симеон II закінчив французький ліцей, де вивчав право і політологію. Коли настало його повноліття 16 червня 1955 р., Симеон II прочитав звернення до болгарського народу, де він підтвердив свою волю залишатися царем усіх болгар, бути вірним Тирновській конституції і принципам вільної Болгарії. У 1958—1959 роках він був курсантом у військовому училищі «Valley Forge» (Valley Forge Military Academy and College), м. Уейн, штат Пенсільванія, США. Там він був відомий як «Cadet Rylski No. 6883», отримав звання лейтенанта.
У його офіційній біографії на сайті Ради Міністрів (яку він очолював) відсутня інформація про те, чим він займався з 1962 року. За деякими даними, в цей період Симеон займається бізнесом в Іспанії та США. Він 13 років був головою іспанської філії французької групи компанії «Thomson». Він працював консультантом для декількох компаній в Європі та Африці, що спеціалізуються на банківській справі, готельному бізнесі, електроніці та харчових поставках.

## Повернення до Болгарії
Після виїзду з країни, Симеон II вперше повернувся до Болгарії в 1996 році після подолання труднощів (з 1991 року), пов'язаних з проханням видати болгарський паспорт та ідентифікаційний номер. Болгари вітали його повернення. Тодішній прем'єр-міністр Жан Віденов відмовився зустрітися з ним. У 1999 році Симеон прийшов до Болгарії вдруге на човні по Дунаю в рамках міжнародної релігійно-екологічної конференції.
Він повернувся в країну в 2001 році, сформувавши партію «Національний рух Симеона II» (НДСВ). Вона виграла парламентські вибори в коаліції з двома більш дрібними партіями (бо не встигала отримати юридичну реєстрацію як політичної партії). Симеон очолив уряд у коаліції з партією «Рух за права і свободу» або ДПС, включаючи окремих представників Болгарської соціалістичної партії (офіційної підтримки соціалістів не було). У 2005 році він вніс зміни у свій кабінет міністрів, включивши в нього представників партії «Нові часи» (створеного членами дискусійного клубу парламентської групи Національного руху Симеона ІІ).
На парламентських виборах у червні 2005 року НДСВ стала другою політичною силою. Болгарська соціалістична партія виграла 31 % голосів, і робить спроби сформувати уряд без НДСВ. Після того, як парламент схвалив кандидатуру Сергія Станишева на пост прем'єр-міністра, але відкинув склад кабінету міністрів, складений БСП коаліційний уряд з НДСВ і ДПС став активним посередництвом президента. Симеон II отримав пост президента коаліційної ради. На перших виборах болгарських представників до Європарламенту в травні 2007 НДСВ вдалося зайняти одне місце. На виборах до парламенту 5 липня 2009, НДСВ не вдалося пройти бар'єр у 4 % і партія залишилася поза парламентом. 6 липня Симеон пішов у відставку з поста лідера руху.

## Родина
21 січня 1962 в Православній Церкві у Швейцарії Симеон II одружився з іспанською спадкоємицею Маргаритою Гомес-Асебо-і-Сехуелою. У них було четверо синів, одна дочка і 11 онуків, останній — син Калини, народився в Болгарії:
- Кардам (1962 р.), одружений з Міріам Унгрія і Лопес (1963 р.)
  - Борис (1997 р.)
  - Белтран (1999 р.)
- Кирило (1964 р)., розвівся с Росаріо Надал (1968 р.)
  - Мафалда (1994 р.)
  - Олімпія (1995 р.)
  - Тасільо (2002 р.)
- Кубрат (1965 р.), одружений з Карлою Марією Ройо-Вильяновою(1969 р.)
  - Мирко (1995 р.)
  - Лукас (1997 р.)
  - Тирсо (2002 р.)
- Константин Асен (1967 р.), одружений з Марією Гарсія де ла Расілья і Гортасар (1970 р.)
  - Умберто (1999 р.)
  - Софія (1999 р.)
- Калина (1972 р.), одружена з Антоніо Муньос Валкарсел (1958 р.)
  - Симеон Хасан Муньос (2007 р.).

Симеон став хрещеним батьком великого князя Георгія Михайловича Романова 6 травня 1981 в Мадриді.

## Конфлікти

### Подвійне громадянство
Після референдуму за республіку в 1946 році царську родину було вислано з країни. Симеон ні тоді, ні пізніше не зрікся болгарського громадянства. У травні 1991 року він хотів отримати болгарський паспорт, але не отримав його.
Поки що не ясно, з яким паспортом подорожував Симеон досі. Один із його синів визнав в інтерв'ю, що його родина використовувала італійські дипломатичні паспорти як тимчасове рішення. Пізніше стало ясно, що в Симеона був й іспанський паспорт, але не як підданого Іспанії.
На сьогодні немає ніяких доказів існування подвійного громадянства. Прем'єр-міністр Болгарії відповідно до Конституції не може бути з подвійним громадянством.

### Царська нерухомість
На даний час Симеон та його сестра Марія Луїза знову є власниками майна, яким вони володіли до 1946 року. Воно оцінюється в близько 160 мільйонів євро. Серед цих властивостей резиденція «Врена» і мисливський будиночок «Царська Бистриця».
У 1998 році Конституційний суд своїм рішенням визнав неконституційною Декларацію про державну власність на майно королів Фердинанда і Бориса та їхніх спадкоємців. У документі йдеться, що, згідно з переліком 1946 року, складеному на замовлення прем'єр-міністра Кимона Георгієва, королівські нерухомості повертаються сім'ї, в тому числі Врана, Царська Бистриця, Сар-Гьол, Ситняково, будинок у місті Баня, деякі ліси.
Противники стверджують, що рішення Конституційного суду недостатньо.
У березні 2006 року було створено спеціальну парламентську комісію з розслідування цього питання. Але у зв'язку з необхідністю коаліції НДСВ забезпечити стабільність управління  це питання замовчувалося.

### «Царська лікарня»
У червні 2006 року екс-прем'єр-міністр був задіяний у скандалі, який, за даними італійських ЗМІ, міг навіть «змінити політичну ситуацію в Болгарії.» Ім'я колишнього прем'єр-міністра було заплямоване в корупційних схемах, які були розкриті в Італії, пов'язані з двоюрідною сестрою принца Віктора Еммануїла Савойського, яку звинуватили в злочинному співтоваристві з метою розповсюдження корупції серед посадовців, шахрайства та експлуатації повій.
Проєкт будівництва дитячої лікарні в Болгарії через Віктора Еммануїла Савойського і під патронажем тодішнього прем'єр-міністра, за деякими даними є підозрілим, оскільки ціна надто велика як для таких закладів охорони здоров'я в Європі. Проєкт випущений 4 травня 2004 року як пропозиція, його підтримали 384 депутати і підписав прем'єр-міністр. Його уряд двічі намагався надати ходу проєкту, але врешті-решт урядовці змушені були створити спеціальну комісію. У доповіді слідчої було заявлено, що міністр фінансів Милен Велчев і міністр охорони здоров'я Славчо Богоєв порушили Конституцію і міжнародні договори, тому що вони уклали кредитну угоду з банком «Банк Австрія Кредитанштальт» без згоди парламенту. Комісія дійшла висновку, що виконавча влада не в змозі захистити державні інтереси.
За висновками палати архітекторів Болгарії, ціна будівництва мала б скласти 1 960 000 євро, але за проєктом передбачалося витратити 7 259 000 євро. За розрахунками, площа госпіталю мала б скласти 11 807 кв. м. Проте за пропозицією, що її вніс Славчо Богоєв, площа мала б перевищувати 60 000 кв. м. Це і здивувало громадськість, особливо, така величезна площа дитячого медичного закладу.
У липні 2004 року 9 опозиційних депутатів подали свої доповіді щодо «Царської лікарні» до прокуратури. Перевірку було започатковано, проте вона відбувалася не місяць, як того вимагає судочинство, а 2 роки. За два тижні до «італійського скандалу» було призначено нову перевірку лікарні. 13 червня 2006 року було опубліковано доповідь від нового головного прокурора Бориса Велчева, який звинувачував у всіх корупційних справах свого попередника Ніколу Філчева.

## Нагороди
- Орден «Стара Планіна» I ступеню (2007)[1]
- Орден Карлоса III (Іспанія)
- Великий офіцер ордена Почесного легіону (Франція)
- Кавалер Великого хреста ордена Леопольда I (Бельгія)
- Кавалер Великого хреста ордена Незалежності (Йорданія)
- Кавалер Великого хреста ордена Спасителя (Греція)
- Кавалер Великого хреста ордена Гробу Господнього (Єрусалимський православний патріархат)
- Кавалер Великого хреста Мальтійського ордена
- Орден Золотого руна
- Численні династичні ордени, в тому числі Орден Андрія Первозванного (від Російського імператорського дому)